# Giovanni Penna
Giovanni Giuseppe Penna (Asti, 25 giugno 1855 – Roma, 25 gennaio 1941) è stato un imprenditore, dirigente d'azienda e politico italiano.